# Dc (program)
dc (desc calculator) je softwarový kalkulátor s reverzní polskou notací a neomezenou aritmetickou přesností. Je jednou z nejstarších unixových utilit a předchází dokonce vzniku programovacího jazyka C. Stejně jako jiné utility té doby vyznačuje výkonnými funkcemi, také však extrémně strohou syntaxí.[zdroj?] Tradičně, na základě dc byl vytvořen uživatelsky příjemnější kalkulační program bc (s infixovou notací), ačkoli současné implementace bc nebývají na dc závislé.

## Historie
Nástroje dc a bc byly vyvinuty Lorindou Cherryovou a Robertem Morrisem z Bellových laboratoří v roce 1971. Ken Thompson tvrdil, že dc byl zcela první program napsaný v Bellových laboratořích pro počítač PDP-11.

## Popis
Tento článek přináší několik příkladů ve snaze ukázat jazyk jako takový. Kompletní seznam příkazů a syntaxe je třeba nastudovat z manuálové stránky konkrétní implementace.
Na rozdíl od bc je dc založen na postfixové notaci, což znamená, že matematické výrazy jsou prováděny na způsob zásobníku. 
Vynásobení čísel čtyři a pět (většinu bílých znaků lze vynechat):
```
4
 
5
 
*
p

```

Toto lze přeložit jako „vlož čtyři a pět do zásobníku, pak s operátorem násobení vyjmi dva prvky ze zásobníku, vynásob je a vlož výsledek zpět do zásobníku.“ Příkaz p slouží k vypsání horního prvku v zásobníku.
Pro výpočet (12 + 3^4)/11-22:
```
12
 
3
 
4
 
^
 
+
 
11
 
/
 
22
 
-
p

```

Krom základních aritmetických a zásobníkových operací zahrnuje dc i podporu maker, podmínek a ukládání výsledků pro pozdější použití. Však je jeho syntaxe velmi strohá a komplexní programy bývají jen velmi obtížně čitelné.[zdroj?]
Mechanismem, který se skrývá se za makry a podmínkami, je tzv. registr. Registr je v dc úložný prostor s jednoznakovým názvem, do nějž lze ukládat a naopak z něj načítat. Pro práci s nimi se používají příkazy s a l. Například sc vyjme horní prvek ze zásobníku a uloží jej do registru c; lc vloží hodnotu z registru c do zásobníku:
```
3
 
sc
 
4
 
lc
 
*
 
p

```

S registry lze pracovat také jako se sekundárními zásobníky, takže lze mezi nimi a hlavním zásobníkem hodnoty vyjímat a vkládat.
Makra jsou implementována tak, že umožňují, aby hodnoty v registrech a zásobníku byly řetězci i čísly. Řetězec lze vypsat, může být ale také zpracován jako posloupnost příkazů. Kupříkladu je možné do registru m uložit makro pro přičtení jedničky a poté vynásobení dvěma:
```
[
1
 
+
 
2
 
*
]
 
sm

```

S použitím příkazu x, který provede operaci na horní pozici zásobníku, je možné:
```
3
 
lm
 
x
 
p

```

Mechanismus maker lze využít i ke konstrukci podmínek. Příkaz =r vyjme ze zásobníku dvě hodnoty a makro, uložené v registru r, provede pouze v případě, že jsou si rovny. Následující příklad vypíše řetězec shodne jen tehdy, je-li hodnota na vrcholu zásobníku rovna 5:
```
[
shodne
]
p
]
 
sm
 
5
 
=
m

```

Cyklus je možné vytvořit definicí makra, které podmínečně volá samo sebe.
Příkladem budiž následující výpočet faktoriálu:
```
# F(x): return x!

# if x-1 > 1

#     return x * F(x-1)

# otherwise

#     return x

[
d1-d1<F*
]
dsFxp

```

Příklad převedu vzdálenost v metrech na stopy a palce. Velká část příkladu se zabývá výzvami pro zadání hodnot na vstup, vypisováním výstupu ve vhodném formátu a probíhání cyklem pro převod dalšího čísla¨. Je zde ukázáno i pouštění jednořádkového příkazu z příkazového řádku.
```
dc
 
-e
 
'[[Zadej cislo (v metrech) nebo 0 pro ukonceni.]psj]sh[q]sz[lhx?d0=z10k39.370079*.5+0k12~1/rn[ stop ]Pn[ palcu]P10Pdx]dx'

```